# Чемпионат России по плаванию 2023
Чемпионат России по плаванию 2023 года прошёл с 16 по 21 апреля 2023 года во Дворце водных видов спорта (Казань). Соревнования проводились в 50-метровом бассейне.
Соревнования на дистанциях 50 и 100 метров проводились в формате предварительных заплывов, полуфиналов и финалов. Соревнования в индивидуальных видах на дистанциях 200 и 400 метров, а также в эстафетах проводились в предварительном и финальном формате. Соревнования на дистанциях 800 и 1500 метров проводились в формате финалов на время с более медленными заплывами в утренних предварительных соревнованиях и самым быстрым заплывом в вечерних полуфиналах и финалах. Второй финал, получивший название финал «B», проводился на дистанциях 50, 100, 200 и 400 метров в индивидуальных соревнованиях, в которых к участию допускались только юниоры 2005 года рождения или юниорок младше 2006 года рождения. Призёры определялись в финале, проводившемся для всех возрастов, называвшемся финалом «А».
Из-за запретов со стороны LEN и World Aquatics на участие россиян и белорусов в соревнованиях, проходящих под эгидой этих организации, чемпионат России 2023 года не был квалификационным соревнованием для россиян и белорусов к соревнованиям LEN и World Aquatics, которые пересекались по времени с чемпионатом.
В чемпионате принимали участие спортсмены из России, Беларуси, Казахстана, Таджикистана, Нигерии, Сирии.

## Призёры

### Мужчины
| Дистанция                                  | Золото | Золото     | Серебро | Серебро  | Бронза | Бронза   |
| ------------------------------------------ | --- | ---------- | --- | -------- | --- | -------- |
| 50 м вольным стилем (148 участников)       | Климент Колесников Москва                                                                                      | 21.91      | Владислав Гринёв Москва                                                                                             | 22.16    | Даниил Марков Новосибирская область — Красноярский край                                                                      | 22.21    |
| 100 м вольным стилем (148 участников)      | Владислав Гринёв Москва                                                                                        | 47.97      | Андрей Минаков Татарстан                                                                                            | 48.32    | Климент Колесников Москва | 48.54    |
| 200 м вольным стилем (124 участника)       | Мартин Малютин Омская область                                                                                  | 1:45.63    | Иван Гирёв Московская обл. — Тульская обл.Даниил Шаталов Москва                                                     | 1:46.80  | — | —        |
| 400 м вольным стилем (69 участников)       | Мартин Малютин Омская область                                                                                  | 3:48.01    | Даниил Шаталов Москва                                                                                               | 3:48.51  | Александр Егоров Москва | 3:48.66  |
| 800 м вольным стилем (54 участника)        | Александр Степанов Московская обл. — Ярославская обл.                                                          | 7:42.47 НР | Кирилл Мартынычев Санкт-Петербург                                                                                   | 7:50.06  | Александр Егоров Москва | 7:55.86  |
| 1500 м вольным стилем (40 участников)      | Александр Степанов Московская обл. — Ярославская обл.                                                          | 14:55.04   | Кирилл Мартынычев Санкт-Петербург                                                                                   | 14:57.90 | Иван Моргун Волгоградская область                                                                                            | 15:17.57 |
|                                            | |            | |          | |          |
| 50 м на спине (86 участников)              | Климент Колесников Москва                                                                                      | 24.12      | Павел Самусенко Мурманская область                                                                                  | 24.28    | Евгений Рылов Московская область                                                                                             | 24.66    |
| 100 м на спине (74 участника)              | Климент Колесников Москва                                                                                      | 52.54      | Евгений Рылов Московская область                                                                                    | 53.21    | Павел Самусенко Мурманская область                                                                                           | 53.26    |
| 200 м на спине (50 участников)             | Евгений Рылов Московская область                                                                               | 1:55.50    | Алексей Ткачёв Санкт-Петербург                                                                                      | 1:57.20  | Дмитрий Савенко Калужская область                                                                                            | 1:57.21  |
|                                            | |            | |          | |          |
| 50 м брассом (77 участников)               | Илья Шиманович · Беларусь                                                                                      | 26.73      | Андрей Николаев Калужская область                                                                                   | 26.86    | Данил Семьянинов Москва | 27.07    |
| 100 м брассом (76 участников)              | Илья Шиманович · Беларусь                                                                                      | 58.75      | Кирилл Пригода Санкт-Петербург                                                                                      | 58.98    | Иван Кожакин Магаданская область                                                                                             | 59.04    |
| 200 м брассом (59 участников)              | Кирилл Пригода Санкт-Петербург                                                                                 | 2:07.47    | Данил Семьянинов Москва                                                                                             | 2:09.82  | Михаил Доринов Нижегородская область                                                                                         | 2:10.12  |
|                                            | |            | |          | |          |
| 50 м баттерфляем (153 участников)          | Егор Юрченко Тюменская область                                                                                 | 22.94      | Роман Шевляков Санкт-Петербург                                                                                      | 23.10    | Пётр Жихарев Москва | 23.18    |
| 100 м баттерфляем (100 участников)         | Пётр Жихарев Москва                                                                                            | 50.88      | Андрей Минаков Татарстан                                                                                            | 51.23    | Михаил Вековищев Калужская область                                                                                           | 51.64    |
| 200 м баттерфляем (55 участников)          | Александр Кудашев Самарская область                                                                            | 1:55.68    | Александр Харланов Пензенская область                                                                               | 1:55.80  | Егор Павлов Пензенская область                                                                                               | 1:56.25  |
|                                            | |            | |          | |          |
| 200 м комплексное плавание (79 участников) | Илья Бородин Брянская область                                                                                  | 1:57.93    | Максим Ступин Москва                                                                                                | 1:58.64  | Алексей Сударев Свердловская область                                                                                         | 2:00.47  |
| 400 м комплексное плавание (51 участник)   | Илья Бородин Брянская область                                                                                  | 4:09.12    | Максим Ступин Москва                                                                                                | 4:14.52  | Эдуард Валиахметов Татарстан                                                                                                 | 4:21.06  |
|                                            | |            | |          | |          |
| 4×100 м эстафета вольным стилем (9 команд) | Санкт-Петербург Егор Корнев (49.26) Александр Щёголев (49.07) Василий Кукушкин (48.36) Даниил Косенков (49.48) | 3:16.17    | Москва Михаил Довгалюк (49.76) Пётр Жихарев (49.55) Андрей Жилкин (48.87) Владислав Гринёв (48.62)                  | 3:16.80  | Калужская область Владислав Герасименко (50.09) Дмитрий Савенко (49.28) Антон Волошин (49.54) Михаил Вековищев (48.07)       | 3:17.06  |
| 4×200 м эстафета вольным стилем (8 команд) | Москва Михаил Довгалюк (1:47.54) Александр Егоров (1:49.66) Пётр Жихарев (1:50.16) Даниил Шаталов (1:46.87)    | 7:14.23    | Московская область Роман Акимов (1:48.02) Андрей Витряк (1:53.12) Александр Степанов (1:48.27) Иван Гирёв (1:46.03) | 7:15.44  | Санкт-Петербург Александр Щёголев (1:47.92) Александр Чикнайкин (1:49.60) Даниил Косенков (1:49.94) Алексей Ртищев (1:48.50) | 7:15.96  |
| 4×100 м комплексная эстафета (13 команд)   | Москва Климент Колесников (52.75) Данил Семьянинов (59.23) Пётр Жихарев (50.65) Владислав Гринёв (47.47)       | 3:30.10    | Санкт-Петербург Мирон Лифинцев (54.10) Кирилл Пригода (58.89) Роман Шевляков (51.61) Егор Корнев (49.22)            | 3:33.82  | Беларусь · Виктор Стаселович (55.84) · Илья Шиманович (58.30) · Григорий Пекарский (52.40) · Руслан Скоморошко (49.04)       | 3:35.58  |

### Женщины
| Дистанция                                   | Золото | Золото     | Серебро | Серебро  | Бронза | Бронза   |
| ------------------------------------------- | --- | ---------- | --- | -------- | --- | -------- |
| 50 м вольным стилем (116 участников)        | Арина Суркова Новосибирская область                                                                                           | 24.58      | Мария Каменева Калужская область                                                                                               | 24.97    | Елизавета Клеванович Тюменская область | 25.25    |
| 100 м вольным стилем (126 участников)       | Дарья Трофимова Новосибирская область                                                                                         | 54.29      | Дарья Клепикова Воронежская область                                                                                            | 54.49    | Дарья Сурушкина Белгородская область | 54.69    |
| 200 м вольным стилем (102 участника)        | Анна Егорова ХМАО-Югра — Калининградская обл.                                                                                 | 1:58.63    | Дарья Трофимова Новосибирская область                                                                                          | 1:58.71  | Анастасия Гуженкова ХМАО-Югра | 1:59.02  |
| 400 м вольным стилем (64 участников)        | Софья Дьякова Татарстан | 4:07.17    | Анна Егорова ХМАО-Югра — Калининградская обл.                                                                                  | 4:07.41  | Анастасия Гуженкова ХМАО-Югра | 4:10.99  |
| 800 м вольным стилем (47 участников)        | Анна Егорова ХМАО-Югра — Калининградская обл.                                                                                 | 8:31.72    | Арина Пантина Ярославская область                                                                                              | 8:38.50  | Ариадна Фролова Ульяновская область | 8:40.10  |
| 1500 м вольным стилем (41 участник)         | Софья Дьякова Татарстан | 16:27.73   | Полина Козякина Волгоградская область                                                                                          | 16:31.22 | Ксения Мишарина Москва | 16:33.18 |
|                                             | |            | |          | |          |
| 50 на спине (90 участников)                 | Мария Каменева Калужская область                                                                                              | 28.01      | Елизавета Агапитова ХМАО-Югра                                                                                                  | 28.44    | Алина Гайфутдинова Удмуртия | 28.57    |
| 100 на спине (73 участника)                 | Анастасия Шкурдай · Беларусь                                                                                                  | 59.87      | Мария Каменева Калужская область                                                                                               | 59.99    | Елизавета Агапитова ХМАО-Югра | 1:00.68  |
| 200 на спине (56 участников)                | Анастасия Шкурдай · Беларусь                                                                                                  | 2:08.13    | Рената Гайнуллина Санкт-Петербург                                                                                              | 2:10.72  | Елизавета Агапитова ХМАО-Югра | 2:11.36  |
|                                             | |            | |          | |          |
| 50 м брассом (77 участников)                | Евгения Чикунова Санкт-Петербург                                                                                              | 30.78      | Алина Змушка · Беларусь | 30.90    | Елена Богомолова Нижегородская область | 30.98    |
| 100 м брассом (67 участников)               | Евгения Чикунова Санкт-Петербург                                                                                              | 1:04.92    | Татьяна Белоногофф Московская область                                                                                          | 1:06.84  | Алина Змушка · Беларусь | 1:06.89  |
| 200 м брассом (48 участников)               | Евгения Чикунова Санкт-Петербург                                                                                              | 2:17.55 WR | Алина Змушка · Беларусь | 2:26.19  | Ирина Шваева Санкт-Петербург | 2:28.56  |
|                                             | |            | |          | |          |
| 50 м баттерфляем (100 участников)           | Арина Суркова Новосибирская область                                                                                           | 25.30 NR   | Анита Грищенко Новосибирская область                                                                                           | 26.01    | Дарья Клепикова Воронежская область | 26.08    |
| 100 м баттерфляем (78 участников)           | Светлана Чимрова Санкт-Петербург                                                                                              | 57.34      | Арина Суркова Новосибирская область                                                                                            | 57.93    | Дарья Клепикова Воронежская область | 58.35    |
| 200 м баттерфляем (39 участников)           | Светлана Чимрова Санкт-Петербург                                                                                              | 2:08.09    | Анастасия Маркова Вологодская область                                                                                          | 2:09.52  | Серафима Фокина Волгоградская область | 2:13.92  |
|                                             | |            | |          | |          |
| 200 м комплексное плавание (77 участников)  | Анна Чернышёва Московская область                                                                                             | 2:13.20    | Анастасия Сорокина Краснодарский край                                                                                          | 2:13.27  | Виктория Старостина Новосибирская область                                                                                                   | 2:15.67  |
| 400 м комплексное плавание (46 участников)  | Анна Чернышёва Московская область                                                                                             | 4:44.20    | Ирина Кривоногова Пензенская область                                                                                           | 4:45.22  | Виктория Блинова Удмуртия | 4:45.25  |
|                                             | |            | |          | |          |
| 4×100 м эстафета вольным стилем (10 команд) | Новосибирская область Екатерина Никонова (55.48) Василиса Буйная (56.47) Анастасия Дуплинская (56.09) Дарья Трофимова (54.54) | 3:42.58    | Москва Анастасия Журавлёва (56.81) Дарья Муллакаева (55.33) Елизавета Сусорова (56.44) Мария Полещук (55.87)                   | 3:44.45  | Санкт-Петербург Дарья С. Устинова (56.06) Александра Кузнецова (55.95) Александра Курилкина (56.95) Яна Шакирова (55.72)                    | 3:44.68  |
| 4×200 м эстафета вольным стилем (11 команд) | Татарстан Софья Дьякова (2:00.75) Дарья К. Устинова (2:00.84) Анастасия Колпакова (2:01.97) Валерия Саламатина (1:58.60)      | 8:02.16    | ХМАО-Югра Полина Невмовенко (2:00.71) Елизавета Агапитова (2:05.98) Анастасия Гуженкова (1:59.48) Анна Егорова (1:58.37)       | 8:04.54  | Воронежская область Анастасия Саратова (1:59.74) Александра Цветковская (2:00.95) Александра Литвиненко (2:10.24) Дарья Клепикова (2:00.06) | 8:10.99  |
| 4×100 м комплексная эстафета (13 команд)    | Санкт-Петербург Влада Егги (1:01.18) Евгения Чикунова (1:05.09) Светлана Чимрова (58.19) Дарья С. Устинова (55.35)            | 3:59.81    | Новосибирская область Анастасия Дуплинская (1:01.10) Виталина Симонова (1:08.78) Арина Суркова (58.83) Дарья Трофимова (54.30) | 4:03.01  | Москва Дарья Васькина (1:01.71) Ника Годун (1:07.77) Анастасия Журавлёва (1:00.08) Дарья Муллакаева (55.17)                                 | 4:04.73  |

### Смешанные соревнования
| Дистанция                                  | Золото | Золото  | Серебро | Серебро | Бронза | Бронза  |
| ------------------------------------------ | --- | ------- | --- | ------- | --- | ------- |
| 4×100 м эстафета вольным стилем (7 команд) | Санкт-Петербург Егор Корнев (48.73) Василий Кукушкин (48.15) Дарья С. Устинова (54.32) Александра Кузнецова (54.93) | 3:26.13 | Новосибирская область Максим Абловатский (49.34) Александр Боровцов (49.56) Екатерина Никонова (54.56) Дарья Трофимова (54.02) | 3:27.48 | Москва Владислав Гринёв (48.47) Андрей Жилкин (48.72) Дарья Муллакаева (54.56) Мария Полещук (54.02)       | 3:27.97 |
| 4×100 м комплексная эстафета (10 команд)   | Санкт-Петербург Мирон Лифинцев (54.01) Кирилл Пригода (59.33) Светлана Чимрова (57.81) Дарья С. Устинова (54.84)    | 3:45.99 | Беларусь · Анастасия Шкурдай (1:00.96) · Илья Шиманович (57.94) · Анастасия Кулешова (58.64) · Руслан Скоморошко (49.09)       | 3:46.63 | Татарстан Николай Зуев (53.71) Ралина Гилязова (1:08.94) Андрей Минаков (50.98) Валерия Саламатина (55.53) | 3:49.16 |

## Медальный зачёт
*   Принимающая страна (Татарстан)
| Место           | Страна                                    | Золото | Серебро | Бронза | Всего |
| --------------- | ----------------------------------------- | ------ | ------- | ------ | ----- |
| 1               | Санкт-Петербург                           | 10     | 7       | 3      | 20    |
| 2               | Москва                                    | 7      | 8       | 8      | 23    |
| 3               | Новосибирская область                     | 4      | 5       | 1      | 10    |
| 4               | Беларусь                                  | 4      | 3       | 2      | 9     |
| 5               | Московская область                        | 3      | 3       | 1      | 7     |
| 6               | Татарстан*                                | 3      | 2       | 2      | 7     |
| 7               | ХМАО-Югра — Калининградская область       | 2      | 1       | 0      | 3     |
| 8               | Брянская область                          | 2      | 0       | 0      | 2     |
| 8               | Московская область — Ярославская область  | 2      | 0       | 0      | 2     |
| 8               | Омская область                            | 2      | 0       | 0      | 2     |
| 11              | Калужская область                         | 1      | 3       | 3      | 7     |
| 12              | Тюменская область                         | 1      | 0       | 1      | 2     |
| 13              | Самарская область                         | 1      | 0       | 0      | 1     |
| 14              | ХМАО-Югра                                 | 0      | 2       | 4      | 6     |
| 15              | Пензенская область                        | 0      | 2       | 1      | 3     |
| 16              | Воронежская область                       | 0      | 1       | 3      | 4     |
| 17              | Волгоградская область                     | 0      | 1       | 2      | 3     |
| 18              | Мурманская область                        | 0      | 1       | 1      | 2     |
| 19              | Вологодская область                       | 0      | 1       | 0      | 1     |
| 19              | Краснодарский край                        | 0      | 1       | 0      | 1     |
| 19              | Московская область — Тульская область     | 0      | 1       | 0      | 1     |
| 19              | Ярославская область                       | 0      | 1       | 0      | 1     |
| 23              | Нижегородская область                     | 0      | 0       | 2      | 2     |
| 23              | Удмуртия                                  | 0      | 0       | 2      | 2     |
| 25              | Белгородская область                      | 0      | 0       | 1      | 1     |
| 25              | Магаданская область                       | 0      | 0       | 1      | 1     |
| 25              | Новосибирская область — Красноярский край | 0      | 0       | 1      | 1     |
| 25              | Свердловская область                      | 0      | 0       | 1      | 1     |
| 25              | Ульяновская область                       | 0      | 0       | 1      | 1     |
| Всего стран: 29 | Всего стран: 29                           | 42     | 43      | 41     | 126   |

## Мировой рекорд
| Дата           | Вид                     | Этап  | Рекорд  | Спортсмен        | Страна | Прежний рекорд | Дата         | Спортсмен         | Страна | Прим.                                  |
| -------------- | ----------------------- | ----- | ------- | ---------------- | ------ | -------------- | ------------ | ----------------- | ------ | -------------------------------------- |
| 21 апреля 2023 | 200 м брассом (женщины) | Финал | 2:17.55 | Евгения Чикунова | Россия | 2:18.95        | 30 июля 2021 | Татьяна Скунмакер | ЮАР    | [ 7 ] [ 8 ] [ 9 ] [ 10 ] [ 11 ] [ 12 ] |

## Европейские, национальные рекорды
| Дата           | Вид                            | Этап       | Время   | Спортсмен          | Страна   | Вид рекорда             | Прим.                                  |
| -------------- | ------------------------------ | ---------- | ------- | ------------------ | -------- | ----------------------- | -------------------------------------- |
| 18 апреля 2023 | 50 м баттерфляем (женщины)     | Полуфинал  | 25.59   | Арина Суркова      | Россия   | Российский              | [ 13 ] [ 14 ]                          |
| 18 апреля 2023 | 100 м брассом (женщины)        | Полуфинал  | 1:06.44 | Алина Змушка       | Беларусь | Белорусский             | [ 15 ]                                 |
| 18 апреля 2023 | 800 м вольным стилем (мужчины) | Финал      | 7:42.47 | Александр Степанов | Россия   | Российский              | [ 16 ] [ 17 ]                          |
| 19 апреля 2023 | 50 м баттерфляем (женщины)     | Финал      | 25.30   | Арина Суркова      | Россия   | Российский              | [ 14 ] [ 18 ]                          |
| 19 апреля 2023 | 50 м баттерфляй (мужчины)      | Time trial | 22.62   | Олег Костин        | Россия   | Российский              | [ 19 ] [ 20 ]                          |
| 21 апреля 2023 | 200 м брассом (женщины)        | Финал      | 2:17.55 | Евгения Чикунова   | Россия   | Европейский, российский | [ 7 ] [ 8 ] [ 9 ] [ 10 ] [ 11 ] [ 12 ] |